# Caminemos pisando las sendas de nuestra inmensa felicidad
Bài hát "Caminemos pisando las sendas de nuestra inmensa felicidad" (tiếng Việt: Cùng tiến bước trên con đường hạnh phúc bao la) là quốc ca của nước Cộng hòa Guinea Xích Đạo.

## Lịch sử
Bài hát được viết bởi nhạc sĩ kiêm nhà văn Atanasio Ndongo Miyone. Lời bài hát tác giả lấy cảm hứng từ sự chấm dứt của quá trình thuộc địa hóa Guinea Xích Đạo, với nội dung đề cao tự do và hạnh phúc. Phần nhạc được sáng tác bởi Ramiro Sanchez López, một cựu trung úy người Tây Ban Nha và là phó giám đốc âm nhạc tại trụ sở quân đội ở Madrid. Ông đã nhận được giải thưởng 25.000 pesetas tiền công cho phần nhạc.(tr247)
Bài hát này được trình diễn lần đầu vào ngày 12/10/1968, khi Guinea Xích Đạo dành được độc lập từ Tây Ban Nha, và được chọn làm quốc ca trong cùng năm.(tr247)
Vào ngày 18 tháng 6 năm 2021, Tổng Giám đốc Thể thao của Guinea Xích Đạo, Rodolfo Bodipo Diaz, tuyên bố rằng giờ đây việc phát quốc ca trước tất cả các sự kiện thể thao là bắt buộc. Quyết định được đưa ra nhằm "động viên, phát huy lòng tự hào dân tộc và tinh thần yêu nước từ cơ sở", ám chỉ các thanh niên.

## Lời bài hát

### Tiếng Tây Ban Nha
I
Caminemos pisando las sendas
De nuestra inmensa felicidad.
En fraternidad, sin separación,
¡Cantemos Libertad!

II
Tras dos siglos de estar sometidos
Por la dominación colonial,
En fraterna unión, sin discriminar,
¡Cantemos Libertad!

Coro I:
¡Gritemos viva, libre Guinea,
Y defendamos nuestra Libertad.
Cantemos siempre, libre Guinea,
Y conservemos siempre la unidad.

Coro II:
¡Gritemos viva, libre Guinea,
Y defendamos nuestra Libertad.
Cantemos siempre, libre Guinea,
𝄆 Y conservemos, y conservemos
La independencia nacional. 𝄇

### Tiếng Bồ Đào Nha
I
Caminhemos trilhando as estradas
Da nossa imensa felicidade,
Em fraternidade, sem separação,
Cantemos Liberdade!

II
Após dois séculos sendo submetidos
À dominação colonial,
Em fraterna união, sem discriminação,
Cantemos Liberdade!

Refrão I:
Gritemos viva, livre Guiné,
E defendamos nossa Liberdade
Cantemos sempre, livre Guiné,
E conservemos sempre a unidade.

Refrão II:
Gritemos viva, livre Guiné,
E defendamos nossa Liberdade
Cantemos sempre, livre Guiné,
𝄆 E conservemos, e conservemos,
A independência nacional. 𝄇

### Lời tiếng Pháp
I
Marchons en parcourant les chemins
De notre immense bonheur,
Dans la fraternité, sans séparation,
Chantons la Liberté!

II
Après deux siècles d'être soumis
Par la domination coloniale,
Dans l'union fraternelle, sans discrimination,
Chantons la Liberté!

Refrain I :
Crions vive, la Guinée libre,
Et défendons notre Liberté
Chantons toujours, la Guinée libre,
Et conservons toujours l'unité.

Refrain II :
Crions vive, la Guinée libre,
Et défendons notre Liberté
Chantons toujours, la Guinée libre,
𝄆 Et conservons, et conservons,
L'indépendance nationale. 𝄇

### Dịch sang tiếng Việt

#### I
Chúng ta hãy cùng nhau tiến bước
Trên con đường hạnh phúc bao la.
Trong tình nghĩa anh em, không có sự chia rẽ,
Hãy ngân vang khúc ca tự do!

#### II
Chúng ta đã bị áp bức, bóc lột hai thế kỷ
Bởi sự thống trị của bè lũ thực dân
Trong tình đoàn kết anh em, không có sự phân biệt đối xử,
Hãy ngân vang khúc ca tự do!

#### Điệp khúc I:
Hãy cùng thét lên, Guinea tự do muôn năm,
Và hãy bảo vệ nền tự do này.
Hãy cùng hát mãi, Guinea tự do rồi,
Và hãy giữ gìn nền thống nhất này.

#### Điệp khúc II:
Hãy cùng thét lên, Guinea tự do muôn năm,
Và hãy bảo vệ nền tự do này.
Hãy cùng hát mãi, Guinea tự do rồi,
𝄆 Và hãy giữ gìn, và hãy giữ gìn
Nền độc lập của đất nước này 𝄆